# Georgios Chatzidakis
Georgios Nikolaou Chatzidakis (Γεώργιος Νικολάου Χατζιδάκις), född 1848 i Myrthios på Kreta, död 1941 i Aten, var en grekisk språkforskare.
Chatzidakis blev 1885 professor i jämförande språkforskning vid Atens universitet. Han var grundläggare av den historiska uppfattningen om det nygrekiska språkets uppkomst ur koine och dess senare utveckling. Banbrytande var hans Einleitung in die neugriechische Grammatik (1892), som följts av en rad språkhistoriska undersökningen. I den nygrekiska språkstriden (Die Sprachfrage in Griechenland, 1905) hävdade Chatzidakis mot Karl Krumbacher det av den litterära gammalgrekiskan stark beroende skriftspråkets rätt mot talspråket. Av han övriga skrifter kan nämnas Zur Abstammung der alten Mazedonier (1897) och Mesaionika kai nea Hellenika (I–II, 1905–07).